# Ischia

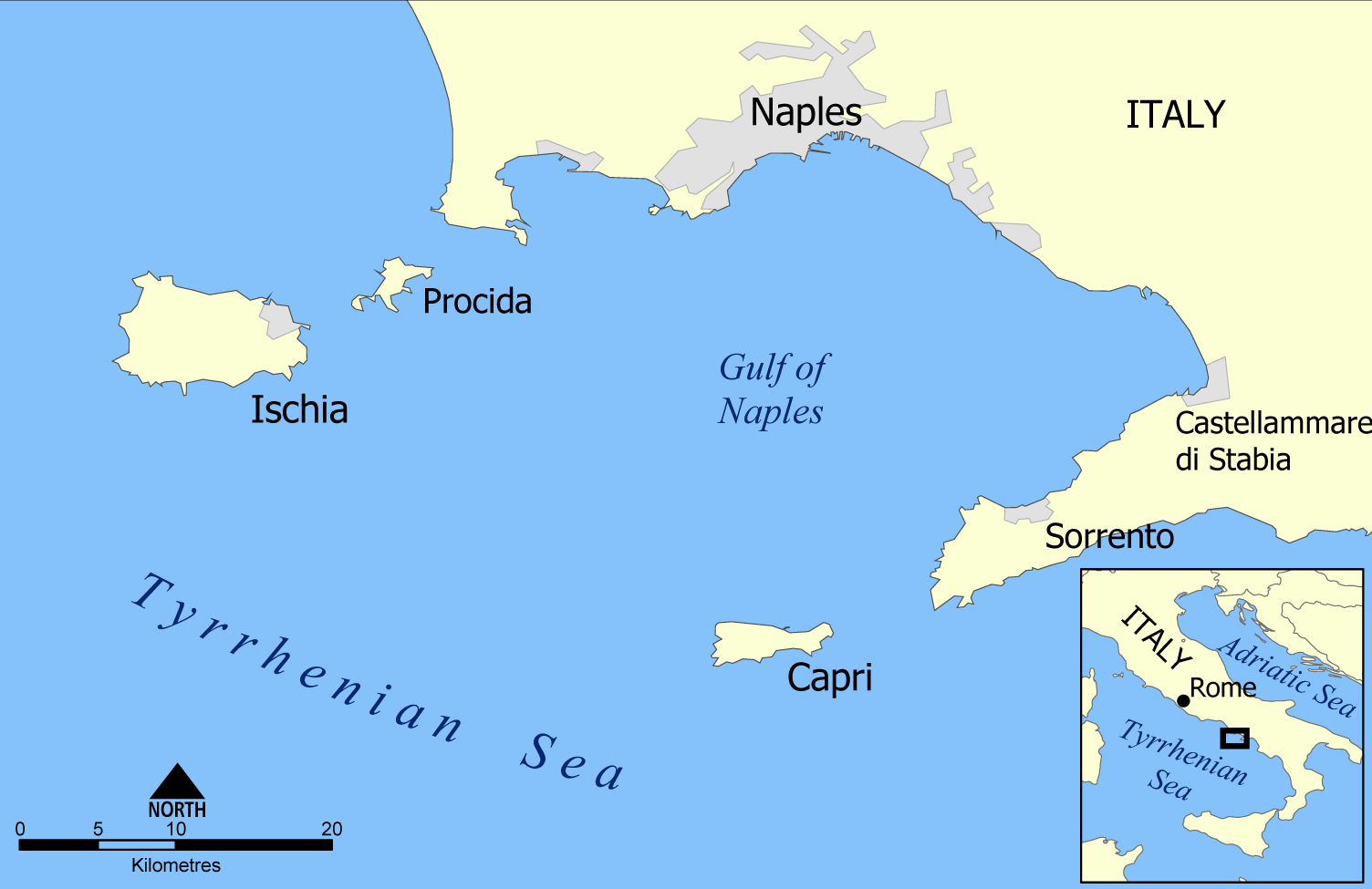
Ostrov Ischia, nedaleko Neapole

Ischia je italský ostrov v Neapolském zálivu, součást Kampánského souostroví (Arcipelago Campano). Původem sopečný ostrov má rozlohu téměř 47 km² a žije zde asi 60 000 obyvatel.[zdroj?]

## Geografie
Jde o osmý největší ostrov v Itálii a největší ostrov v Neapolském zálivu. Ostrov má téměř kruhový tvar, od východu k západu je široký asi 10 kilometrů, od severu k jihu 7 kilometrů. Leží na severním okraji zálivu, od neapolského přístavu je vzdálen asi 33 kilometrů. Na severovýchodě s Ischií sousedí ostrovy Procida a Vivara, na jihu zálivu se nachází jiný známý ostrov – Capri.
Ostrov je vulkanického původu tzv. Flegrejských polí, kam patří i Neapol, Vesuv, Pozzuoli a Solfatara. Ostrov se začal vyvíjet přibližně před 150 000 lety. První sopečné krátery vznikaly poblíž dnešního vrchu Campagnano, nedaleko od Aragonského hradu.  Pro současný vzhled ostrova byly podstatné události z doby přibližně před 56 000 lety, kdy se probudil velký magmatický krb pod ostrovem. Došlo k výbuchu, tekuté magma bylo vymrštěno do atmosféry, a následně dalo vzniknout usazeninám ignimbritového zeleného tufu. Strop magmatického krbu se zřítil a vznikla kaldera. Ta byla nejprve na souši, protože hladina moře byla o přibližně 150–200 m níže než dnes, posléze se stoupající mořskou hladinou byla zaplavena. Přibližně před 50 000 lety se v důsledku opět probuzeného magmatického krbu začala oblast dnešního ostrova opět zvedat. Vulkanické procesy byly významně doplňovány tektonickými pohyby, jež vedly k vzniku mnoha hrástí a příkopů.
Povrch ostrova je převážně hornatý, nejvyšší hora ostrova je Epomeo s výškou 789 m n. m. Ostrov je v zemských hlubinách propojen s 35 kilometrů vzdáleným Vesuvem a dodnes se sopečná činnost na ostrově v různých formách výrazně projevuje. Na ostrově se nachází celá řada pozůstatků různých vulkánů. Poslední sopečná erupce na ostrově nastala v roce 1302, 28. července 1883 usmrtilo zemětřesení v Casamicciole více než 2 tisíce lidí. Pod povrchem ostrova se dodnes nachází žhavé magma a nedá se vyloučit obnovení plné sopečné aktivity i v budoucnu.
21. srpna 2017 došlo v centru ostrova k otřesu o síle 4,2. Při otřesu zahynuli 2 lidé a více než 50 utrpělo zranění.

## Historie

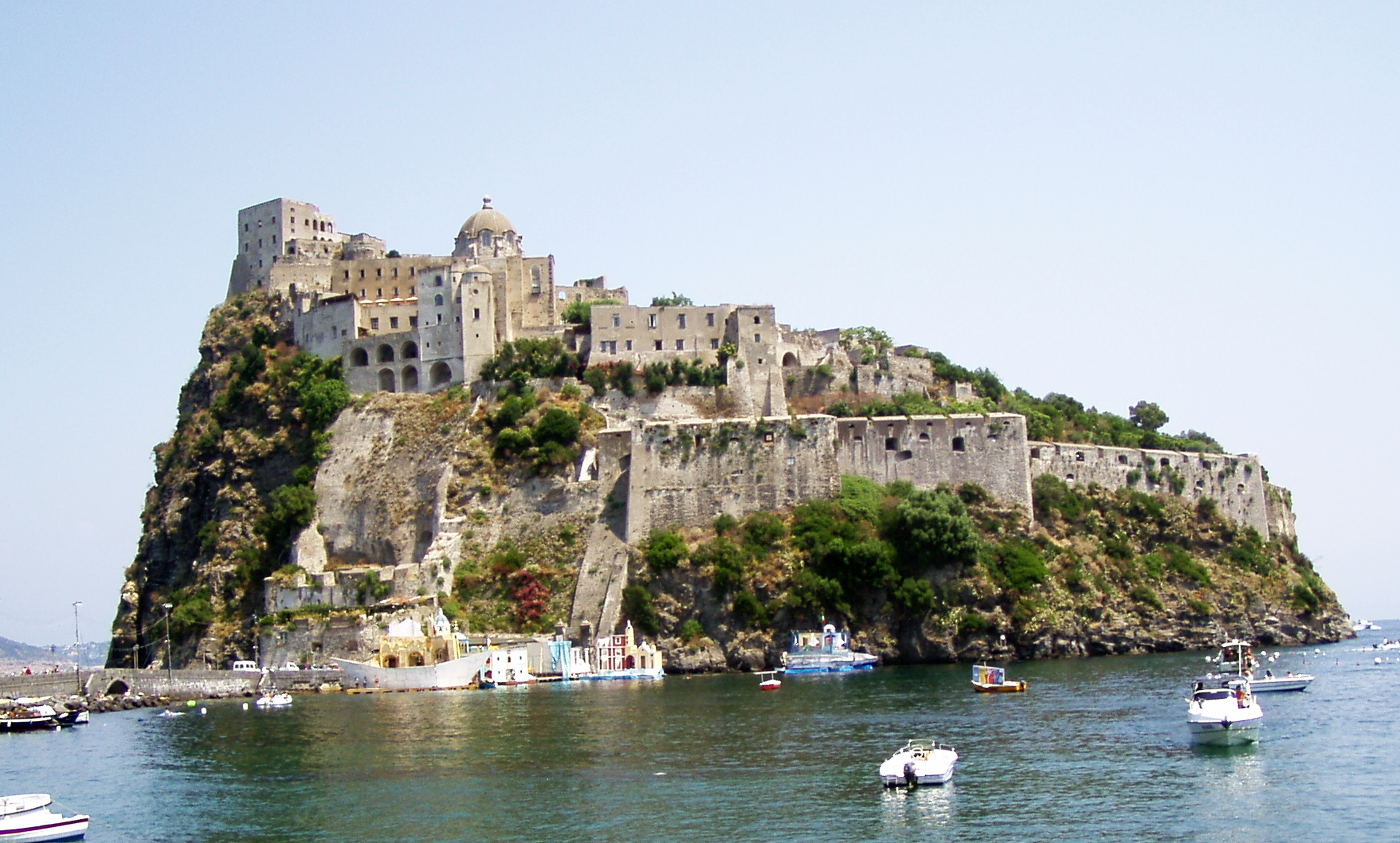
Aragonský hrad v Ischia Ponte

První zdokumentovaná přítomnost člověka na ostrově se datuje do roku 3500 před naším letopočtem. Během 7. století př. n. l. osídlili ostrov Řekové z ostrova Euboia. Zde se usadili pod mysem Monto Vico (dnes Lacco Ameno) a založili osadu nazývanou Phitakusae. Odtud také podnikali dobyvačné výpravy na italskou pevninu. Byli to právě Řekové, kteří založili na italské pevnině města Kýmé a Neapol poté, co je v 6. století př. n. l. donutila erupce sopky Monte Rotaro usídlit se na protějším pobřeží italské Kampánie.
V 5. století př. n. l. dobyli ostrov Syrakusané a od roku 82 př. n. l. ovládali ostrov Římané. To už se ostrov nazýval Aenearia. Římané začali využívat bohaté termální prameny k léčebným účelům. V roce 29 př. n. l. vyměnil císař Augustus s neapolskými ostrov Ischia za nedaleký ostrov Capri. V následujících staletích se ostrov stával opakovaně cílem nájezdů Gótů, Langobardů, Vandalů a Normanů.
V roce 813 byl ostrov v dopise Karla Velikého papeži Lvu III. ostrov prvně zmíněn jako „ostrov“ (insula). Toto latinské slovo se postupně měnilo na Insula, Ischla, Iscia až na konečný současný název Ischia.
V roce 1263 připadla Ischia i Neapol francouzskému rodu Anjou a od roku 1442 tuto dynastii vystřídal španělský král Alfons V. Aragonský. Ten dal ostrov jedné ze svých favoritek, Lucrezii d'Alagno, která zase svěřila správu ostrova svému švagrovi Giovanni Torellovi. V 15. století nechal Alfonso vybudovat na ostrůvku u pobřeží Ischia Ponte aragonský hrad a spojil ostrůvek mostem s pevninou. Za španělské nadvlády sužovaly ostrov až do 16. století nestálé nájezdy pirátů. Na pobřeží bylo postaveno velké množství obranných věží. V 17. století se mnoho obyvatel ostrova stalo obětí morové epidemie.
Za napoleonských válek získali Neapolské království i Ischii francouzští Bourboni. Ti zřídili na Ischii svou královskou rezidenci a vybudovali přístav Ischia Ponte. V roce 1806 způsobili ostrovu velké škody Britové, kteří se ho neúspěšně pokoušeli obsadit. Bourboni vládli na ostrově až do roku 1860, kdy se ostrov stal součástí Italského království.

## Klima
Na ostrově je typické středomořské podnebí. Průměrná zimní teplota činí 10 °C, v létě 23 °C. Nejteplejší měsíc je srpen, kdy průměrná teplota dosahuje 29 °C.

## Termální lázně

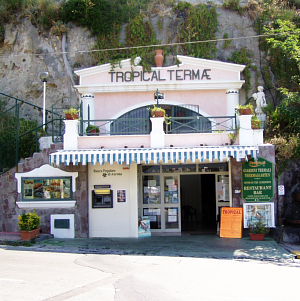
Termální lázně

Sopečný původ se na ostrově projevuje v mnoha různých formách. Jsou to především termální prameny, fumaroly – přírodní vývěry horké páry, přírodní sauny a horké písky.
Na ostrově se nachází mnohé termální lázně, které se věnují aplikaci různých produktů především v oblasti revmatologie, gynekologie, traumatologie, dermatologie a výrobě kosmetických přípravků.
První doložené využití termálních pramenů pro léčebné účely spadá do doby přibližně před 2000 lety do míst dnešního termálního parku Fonte delle Ninfe Nitrodi.
K renesanci ve využití termálních pramenů pro lékařské účely došlo v 16. století. Rozhodující impuls k novodobé lázeňské medicíně dal kalábrijský lékař Giulio Iasolino, profesor na univerzitě v Neapoli, který se zabýval horkými prameny a fumarolami na Ischii a zkoumal jejich terapeutický potenciál. Jako první prameny důkladně prozkoumal, provedl rozbory vody a podrobně se zabýval jejím působením na řadu nemocí. Roku 1588 pak publikoval knihu De rimedi naturali che sono nellʼIsola di Pithecusa, hoggi detta Ischia (Přírodní prostředky na ostrově Pithaecusa, dnes nazývaném Ischia).
Minerální a termální koupele
Na ostrově vyvěrá více než 100 pramenů o různé teplotě, je zde nespočetné množství míst (vany a bazény), které umožňují koupání v minerální a termální vodě. Složení vody je v každém trochu jiné, ale existují čtyři hlavní skupiny: alkalická voda s vyšším obsahem vápníku a o nízké teplotě 18–25 °C, alkalická voda o vysoké teplotě 40–90 °C, brakická voda a slaná voda složením podobná mořské. Její teplota bývá spíše nižší (20–40 °C), ale v některých případech překračuje až 80 °C.
Bahenní zábaly
Jako materiál pro různé bahenní zábaly se používá vulkanická hlína, která se před použitím nechává zrát 8 měsíců v nádržích s minerální vodou. V některých místech má bahno radioaktivní účinky. Je bohaté na minerální soli, aplikuje se horké.
Další možností aplikace termálních vod jsou inhalace a aerosoly.

### Termální parky
Pro ostrov jsou charakteristické termální lázně. Obvykle se jedná o kombinaci tzv. římské sauny, různých bazénů s termální vodou a bazénů s mořskou vodou nebo písečných pláží, bohaté subtropické zeleně a zajímavé architektury. Zahrady jsou otevřené od dubna do října.

#### Seznam parků
- Poseidonovy zahrady - největší termální park na ostrově s dvaceti bazény s termální vodou o teplotě od 28°C do 40 °C. V parku se nacházejí také tři bazény s mořskou vodou, termální parní jeskyně či Kneippovy lázně. Součástí je i přístup k moři s pláží.
- Termální park Negombo
- Termální park Castiglione
- Afroditiny a Apollonovy zahrady
- Tropical park
- Eden park

## Důležitá centra na ostrově
Hlavním průmyslovým odvětvím na ostrově je turismus. Turisté využívají mořské pláže, termální parky, ostatní projevy vulkanické aktivity ostrova a bohatou a úrodnou sopečnou půdu.
Ostrov je rozdělen mezi 6 obcí, jsou to: Ischia, Casamicciola Terme, Lacco Ameno, Forio, Serrara Fontana a Barano d'Ischia.

### Ischia
Má 16 000 obyvatel a jde o hlavní město ostrova. Je rozděleno do dvou částí Ischia Porto a Ischia Ponte. Ischia Porto je především největší přístav na ostrově, obchodní, společenské a administrativní centrum ostrova. Přístav byl původně zaplaveným sopečným kráterem. V roce 1854 byl kanálem propojen s mořem.
Ischia Ponte je původní rybářská vesnice, která se do jisté míry zachovává svůj původní charakter. Nachází se zde starší historická část s aragonským hradem, katedrálou, mořským muzeem aj.

### Casamicciola Terme
Pravděpodobně na tomto místě stály nejstarší lázně na ostrově. Zdejší vulkanické radioaktivní alkalicko-bikarbonátové prameny se používají k léčebným účelům i dnes. Město bylo zcela zničeno při zemětřesení v roce 1883. Dnes je vyhledáváním místem dovolené významných hudebníků a spisovatelů. Ve městě je v provozu přístav, který spojuje ostrov trajektovou dopravu s Neapolí.

### Lacco Ameno

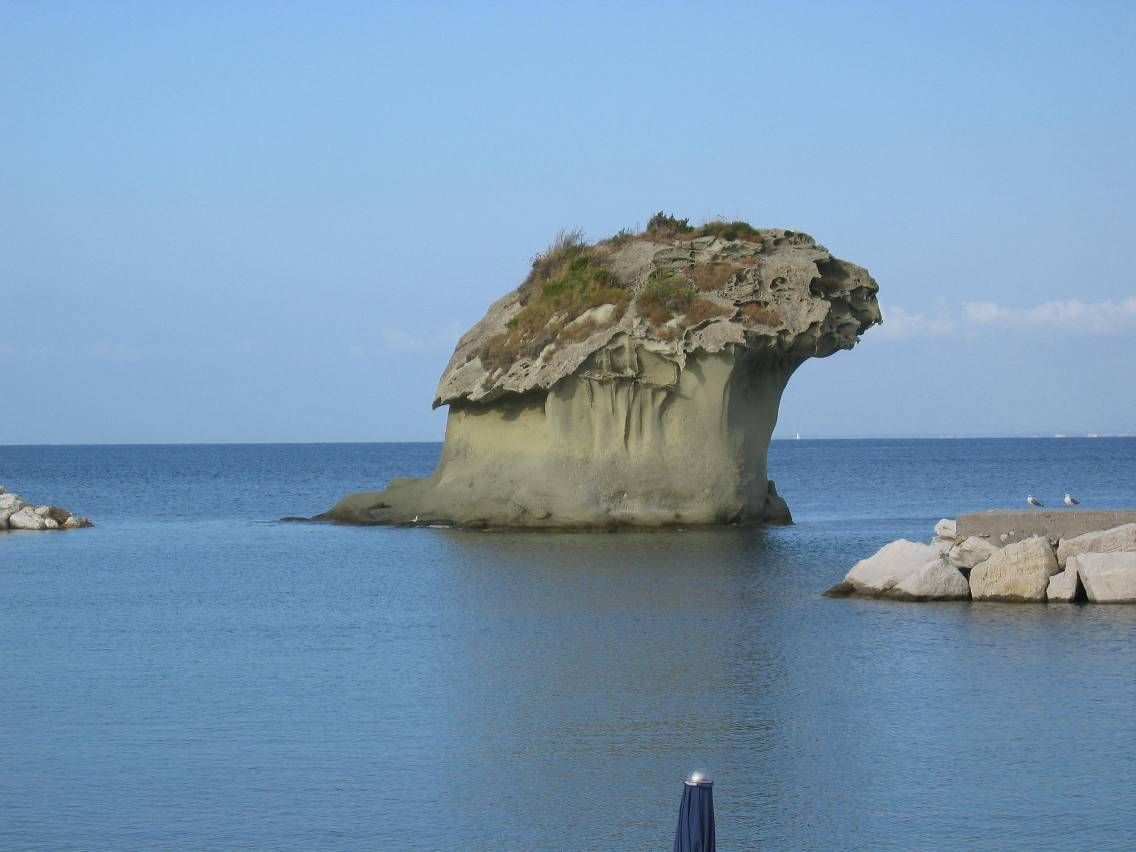

Na tomto místě, na úpatí hory Monte Vico založili Řekové svou první osadu na ostrově. Symbolem je skála zvaná Fungo (houba). Původní lávová vyvřelina byla opracována mořským příbojem a větrem do tvaru houby.

### Forio
Obec s asi 8000 obyvateli na západním pobřeží ostrova. V okolí se nalézají velké písčité pláže. 80 % vína vyrobeného na ostrově pochází odtud. V tomto městě se nachází nejvíce kostelů z celého ostrova. V kostele Sant Maria del Soccorso se natáčela část filmu Nebožtíci přejí lásce, který se téměř celý odehrává na tomto ostrově. Je zde také botanická zahrada La Mortella.
Je zde dochováno šestnáct obranných věží postavených v průběhu 15. až 17. století, které měly chránit ostrov před útoky pirátů.

### Serrana Fontana

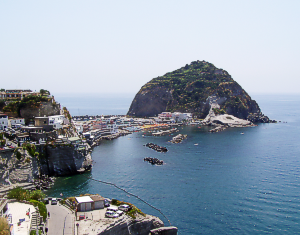
Výběžek Sant'Angelo v Serrara Fontana

Jde o nejvýše položenou obec na ostrově. Leží na úpatí hory Monte Epomeo ve výšce 452 m n. m. Nedaleko se nachází nejjižnější výběžek ostrova – Sant'Angelo na kterém se nachází malý přístav. Výběžek Punta Sant'Angelo, který je s ostrovem spojen 100 m dlouhou písčitou pláží patří ke známým dominantám ostrova. Na vrcholu výběžku se nalézají trosky věže, která byla zničena v roce 1809 při obléhání ostrova Angličany.

## Sdružení a dobrovolnické aktivity
Dobrovolnické aktivity jsou zde velmi rozmanité. Výbory a pracovní sdružení se podílejí na podpoře turistické oblasti a poskytují služby a aktivity pro rezidenty. Mezi nimi stojí za zmínku:
- Accaparlante Società Cooperativa Sociale, Via Sant'Alessandro
- Associazione Donatori Volontari di Sangue, Via Iasolino, 1
- Associazione Nemo per la Diffusione della Cultura del Mare. Sede Legale via Regina Elena, 75 Cellulare: 366-1270197
- Associazione Progetto Emmaus, Via Acquedotto, 65
- A.V.I. Associazione Volontariato e Protezione Civile Isola D'Ischia, Via Delle Terme, 88
- Cooperativa Sociale Arkè onlus, Via delle Terme, 76/R Telefono: 081-981342
- Cooperativa Sociale Asat Ischia onlus, Via delle Terme, 76/R Telefono: 081-3334228
- Cooperativa Sociale kairòs onlus, Via delle Terme, 76/R
- Kalimera Società Cooperativa Sociale, Via Fondo Bosso, 20
- Pan Assoverdi Salvanatura, Via Delle Terme, 53/C
- Prima Ischia – Onlus, Via Iasolino, 102

## Doprava na ostrově
Ostrov není velký. Obvod měří asi 39 kilometrů a všechna hlavní centra ostrova spojuje jediná silnice. Dvě hlavní linky se pohybují po této silnici buď ve směru, nebo proti směru hodinových ručiček. Doprava je pravidelná, velmi častá ale většina zastávek i autobusů není vybavena žádným informačním systémem – monitorem, který informuje cestující o poloze autobusu, zastávkách a čase, kdy přijede další spoj. Ve večerních hodinách v průběhu sezony se mnohdy cestující do autobusu nedostanou.
S pevninou je ostrov spojen trajektovou dopravou. Trajekty nejčastěji odjíždějí z přístavu v Ischia Porto a končí v neapolském přístavu nebo přístavu Pozzuoli. Z ostrova je také přímé spojení na nedaleký ostrov Capri.